# Рюти-бай-Бюрен
Рюти-бай-Бюрен (нем. Rüti bei Büren) — коммуна в Швейцарии, в кантоне Берн. 
Входит в состав округа Бюрен. Население составляет 836 человек (на 31 декабря 2006 года). Официальный код — 0393.

## География
Рюти-бай-Бюрен имеет площадь 6,5 км². Из этой площади 3,19 км² или 49,0% используются в сельскохозяйственных целях, а 2,46 км² или 37,8%, покрыты лесами. Из остальной территории 0,62 км² или 9,5% заселены (здания или дороги), 0,23 км² или 3,5% — это реки или озёра. 
Муниципалитет расположен на правом берегу реки Ааре.